# Третий пол

Символ небинарной гендерной идентичности

Тре́тий пол или тре́тий ге́ндер — термин, используемый для описания людей, которые по своей воле или в итоге общественного консенсуса не идентифицируются ни как мужчина, ни как женщина, а также людей, которые причисляют себя или причисляются обществом к иному гендеру, не укладывающемуся в двоичную систему понимания пола. Под термином «третий» как правило понимается «другой», поскольку некоторые антропологи и социологи описывают «четвёртый», «пятый» и даже «некоторые» гендеры. Эти понятия может быть довольно трудно понять в привычных понятийных категориях.

## История и теория
Понятие «третьего пола» сформировалось на пересечении различных дисциплин — от ранней сексологии и психиатрии до культурной антропологии и гендерных исследований. На протяжении XX и XXI веков взгляды на гендерную вариативность существенно изменились, отражая как научные открытия, так и социокультурные трансформации.
Корни термина уходят в работы европейских сексологов конца XIX века. Такие исследователи, как Карл Генрих Ульрихс и Хэвлок Эллис, прямо использовали определение «третий пол» или очень близкие к нему понятия, чтобы описать половую инверсию и гомосексуальность. Их работы, как и труды Рихарда фон Крафт-Эбинга, заложили теоретическую основу для последующих дискуссий о гендерной вариативности.
В 1980–1990-х годах интерес к небинарным идентичностям усилился благодаря феминистским, квир- и антропологическим исследованиям. Существенный вклад внесли антропологи Гилберт Хердт и Серена Нанда, чья деятельность стала важным этапом в признании гендерного многообразия. Академическая легитимация небинарных гендерных категорий, в частности благодаря сборнику под редакцией Хердта Third Sex, Third Gender: Beyond Sexual Dimorphism in Culture and History, была отмечена в рецензиях, опубликованных вскоре после выхода книги. Работа Нанды, Neither Man Nor Woman: The Hijras of India, также получила признание как одно из первых комплексных этнографических исследований гендерной вариативности в незападном контексте.
Оба автора подчёркивают, что термин «третий пол» — это аналитическая конструкция западной науки. Его применение к автохтонным идентичностям требует осторожности, поскольку такие идентичности имели собственные названия, функции и культурные контексты, не совпадающие с современными представлениями о гендере.

### Разграничение понятий
В дискуссиях о третьем поле часто смешиваются термины, обозначающие биологические, социальные и культурные аспекты пола и гендера. Такая терминологическая путаница была характерна для ранней сексологии и медицины XX века, где доминировал биологический детерминизм — идея о том, что социальные роли строго зависят от биологического пола.
С развитием гендерных исследований появились новые подходы. Симона де Бовуар в книге «Второй пол» (1949) предложила различать «пол» как биологическую категорию и «гендер» как социальный конструкт. А Джон Мани в 1955 году ввёл термин «гендерная роль», обозначающий поведенческие ожидания, связанные с гендерной идентичностью.
Эти различения стали основой для осмысления небинарных и третьих гендерных идентичностей, позволяя выйти за рамки бинарной модели «мужчина — женщина».

### Эволюция медицинских и психологических подходов
В классической психиатрии и сексологии гендерные вариации долгое время рассматривались как отклонения от нормы. Согласно биологическому детерминизму, любые несоответствия между биологическим полом и социальной ролью трактовались как расстройства. Это отражено, например, в ранних редакциях DSM, где гендерная неконформность именовалась «расстройством гендерной идентичности».
Ситуация изменилась с выходом МКБ-11 (2018), где диагнозы, связанные с гендерной идентичностью, были исключены из раздела психиатрии. Вместо этого появился новый раздел — «состояния, связанные с сексуальным здоровьем», отражающий более нейтральный и инклюзивный подход.
Современная психология и сексология всё чаще признают гендерную идентичность как спектр самоощущений и проявлений, а не как бинаруную категорию, ограниченную только мужским и женским. Трансгендерные и небинарные идентичности рассматриваются как нормальные вариации человеческого опыта, а не как патология. Это отражает стремление к депатологизации и признанию гендерного многообразия.

## Третий пол в традиционных и современных культурах
Для разных культур или отдельных лиц третий пол может пониматься различно: как промежуточное состояние между мужчиной и женщиной, как состояние бытия («дух мужчины в теле женщины»), как отрицание обоих полов, как способность пересекать, перетекать или изменять биологический пол или гендерную идентичность, как отдельная категория, вообще не зависящая от бинарных понятий «мужчина» и «женщина».
Термин используется для описания специфических идентичностей в ряде современных традиционных культур: хиджра в Индии, Бангладеш и Пакистане, фаафафине, маху в Полинезии, катой в Таиланде, бердаши в культуре индейцев Северной Америки, мукси в Мексике, клятвенные девственницы в Албании, фемминиелли в неаполитанской традиции Италии, биссу в бугийской культуре Сулавеси в Индонезии, ханиты в Омане и других.
В современном западном обществе также рассматриваются ряд трансгендерных и интерсекс идентичностей: гендерквир, шимейл, бигендер и т. д..

### Южная Азия

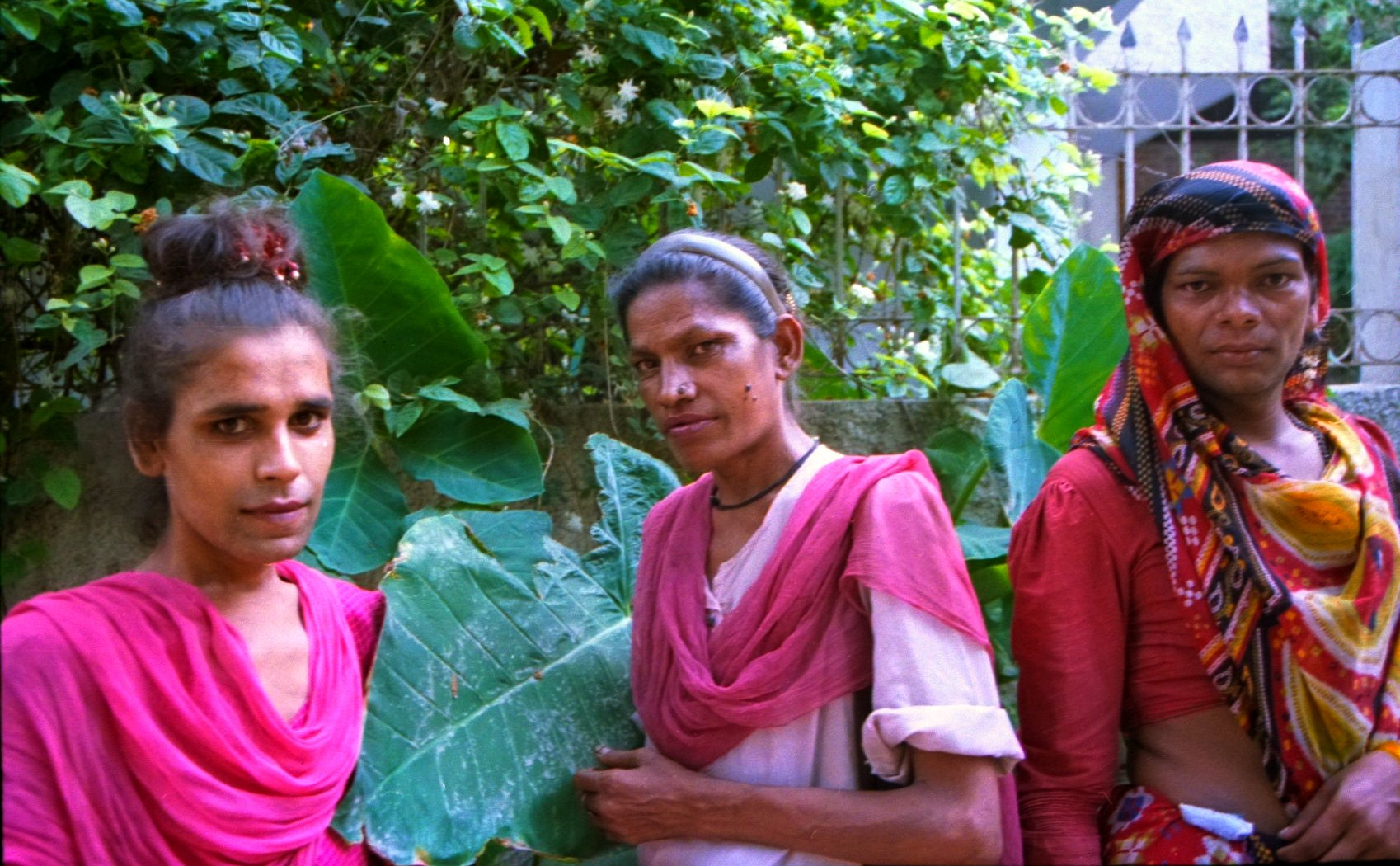
Хиджра в Южном Дели

В Южной Азии наиболее известной формой третьего пола являются хиджра, существующие в Индии, Бангладеш и Пакистане. Они могут быть интерсекс, трансгендерными или небинарными людьми. Хиджра традиционно участвуют в обрядах благословения новорождённых и молодожёнов, а также в церемониях, выполняя ритуальные функции. В их религиозных практиках, часто связанных с индуизмом, особое место занимает почитание богини Бахучары Маты.
Помимо хиджра, в Индии существуют и другие гендерные роли, например, аравани (или арувани). Эти люди считают себя женщинами, «запертыми в мужских телах». Они участвуют в религиозных ритуалах и часто воспринимаются как носители особой духовной силы, способной как благословлять, так и проклинать. Наиболее известной их практикой считается символический брак с богом Араваном — героем древнего эпоса «Махабхарата». Этот ритуал проводится ежегодно в рамках масштабного фестиваля.
Кроме того, в Южной Индии, особенно в штате Карнатака, существует традиционная ритуальная роль джогапа — служителей богини Йеламмы. Джогапа (Jogappa) — это люди, биологически рождённые мужчинами, которые с раннего возраста — зачастую ещё до подросткового периода — начинают идентифицировать себя с женским гендером, проявляя феминные черты и стремление к женской роли. Однако именно ритуал посвящения богине Йеламме — включающий омовение, надевание сари и завязывание ожерелья muthu — формализует их статус и закрепляет их социальную и духовную роль как «дочерей богини». Хотя джогапа могут быть отнесены к категории «третий пол» в индийском правовом контексте, их идентичность укоренена в религиозной традиции и не сводится к западному понятию трансгендерности.

### Индонезия
В Индонезии признаётся категория вария (от индон. wanita — женщина и pria — мужчина), которая обозначает людей, которым при рождении был приписан мужской пол, но которые имеют женскую гендерную идентичность. Вария играют заметную роль в сфере искусства и развлечений. Их часто можно встретить в индустрии красоты, моды, а также в традиционных представлениях, таких как ludruk, где они исполняют женские роли.

### Океания
В культурах Океании отмечаются традиционные гендерные идентичности, выходящие за рамки бинарной модели пола. В Гавайях и Таити маху — это люди, которым при рождении был присвоен мужской пол, но которые выражают женский гендер. Исторически маху занимали значимые позиции как носители культурных знаний, наставники, целители и исполнители танцев, и их статус был одновременно духовным и общественным.
В Самоа фаафафине (самоан. fa'afafine) — признанная с детства социальная роль, формируемая на основе поведения и интересов ребёнка. Фаафафине берут на себя обязанности, традиционно ассоциируемые с женщинами, и считаются «третьим полом», органично встроенным в общественную структуру. Они часто становятся опекунами, заботятся о старших и младших членах семьи. В самоанской культуре официально признаются четыре гендера: мужчина, женщина, фаафафине (люди, которым при рождении был присвоен мужской пол, но которые выражают женский гендер) и фаафатама (люди, которым при рождении был присвоен женский пол, но которые выражают мужской гендер).

### Северная Америка

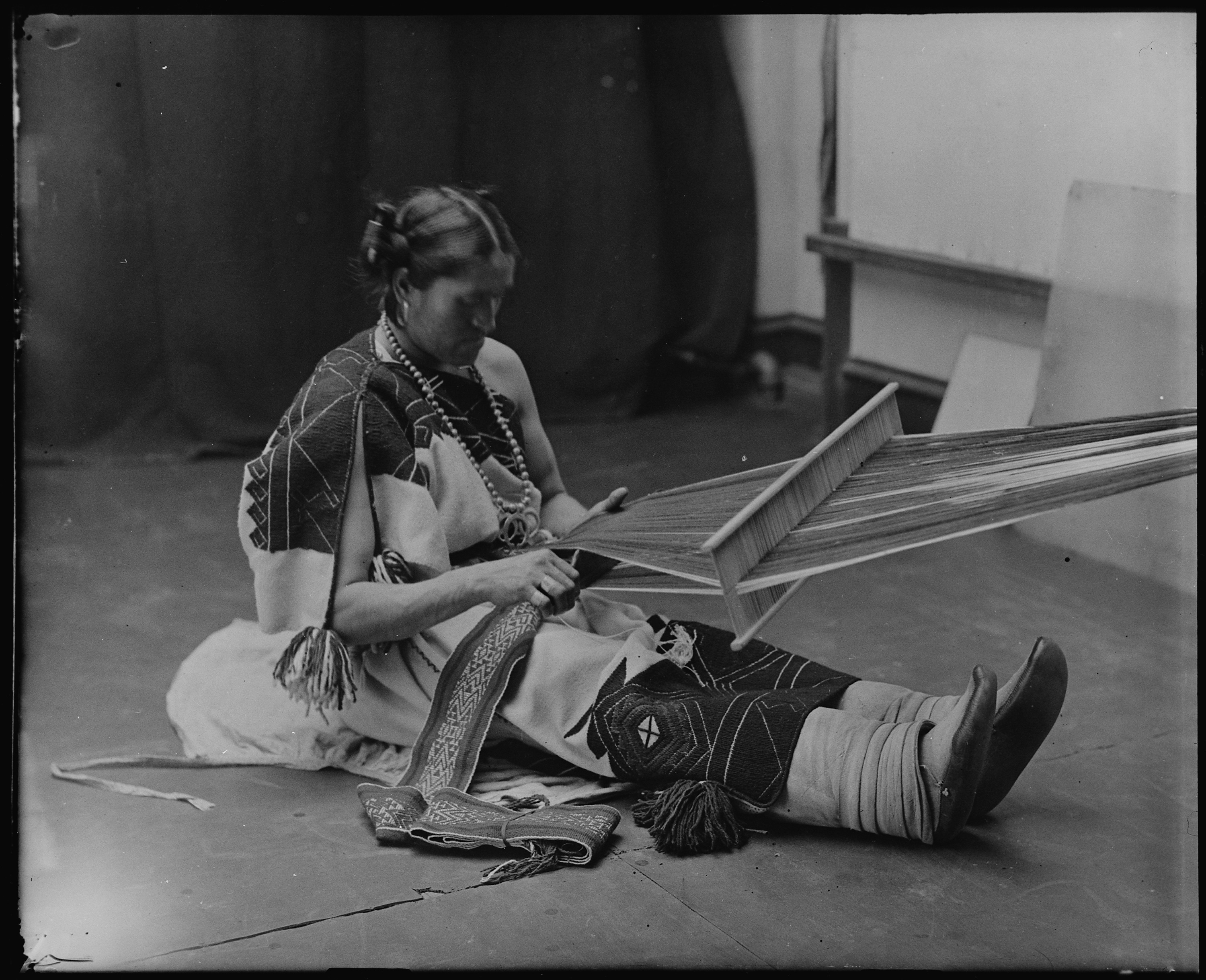
Бердаш из народа зуни

Люди третьего пола в культуре различных племён индейцев Северной Америки, являющиеся представителями одного биологического пола, но принимающие гендерную идентичность другого, называются бердашами (от фр. berdaches), или «людьми с двумя душами» (англ. two-spirit, от оджибв. niizh manidoowag).
Считается, что феномен бердашей был широко распространён и представлен в каждом крупном племени — от ирокезов на северо-востоке и вдоль всего восточного побережья до племён пима, навахо, иллинойс, арапахо и мохаве на Великих Равнинах; в племенах яки и сапотеков в Мексике, в нескольких племенах Южной Америки и среди эскимосов Аляски.
Это явление как «третий пол» было задокументировано антропологами не менее чем у 155 североамериканских племён. Бердаши-мужчины — почитаемые члены племени, которые часто становились целителями, правоведами, советниками, знахарями, жрецами и носителями сакральных знаний.

### Мексика
У народа сапотеков в Оахаке признаётся идентичность мукси — люди, рождённые в мужском теле, но живущие в соответствии с женскими социальными нормами. Мукси воспринимаются как отдельная гендерная категория и играют значимую роль в семейной и общественной жизни. Их традиция восходит к доколумбовой эпохе и сохраняется преимущественно в регионе Хучитана, где мукси уважаемы и даже чествуются на фестивале Vela de las Intrepidas.
Термин «мукси» происходит от испанского слова mujer («женщина»), но в местной культуре он приобрёл собственное значение, не сводимое к западным представлениям о трансгендерности. Некоторые мукси идентифицируют себя как женщины, другие — как мужчины с женским выражением, а третьи полностью отвергают бинарные категории. Эта многослойная идентичность уникальна для сапотекской культуры и не сводится к западным представлениям о трансгендерности

### Европа
В ряде европейских культур зафиксированы гендерные практики, выходящие за пределы бинарной модели. В Албании и Черногории известны бурнеша — женщины, принявшие обет безбрачия и живущие как мужчины. По нормам традиционного кодекса Канун бурнеша получают социальный статус мужчины, включая право наследования, участие в мужских собраниях и выполнение мужских обязанностей. Их идентичность формируется не на основе гендерной дисфории, а как ответ на патриархальные ограничения, особенно в семьях без мужских наследников.
В Италии существует традиция фемминиелли — феминных мужчин, играющих особую роль в культуре Неаполя. Фемминиелли участвуют в религиозных и народных праздниках, таких как Канделора в Монтеверджине, и считаются носителями удачи. Их статус не сводится к современным категориям трансгендерности, а представляет собой локальную форму гендерной вариативности, укоренённую в южноитальянской культуре.
Эти примеры демонстрируют, что небинарные гендерные роли в Европе проявлялись как в локальных социальных практиках, так и в философских и мифологических системах. Их функции варьируются от сакральных и ритуальных до правовых и культурных, что требует анализа в рамках конкретных исторических и региональных контекстов.

### Африка
В ряде африканских культур зафиксированы гендерные роли, не укладывающиеся в бинарную модель. У народа игбо термин машога обозначает мужчин, которые исполняют женские социальные функции, включая участие в ритуалах и ведение хозяйства. У народа нанд существует категория чибадо — женщин, принимающих на себя мужские обязанности и обладающих социальной автономией.
В суахилийской традиции также отмечается категория машога — биологических мужчин, которые берут на себя женские роли в контексте праздничных и музыкальных мероприятий. У народа Маале в Эфиопии упоминается категория аштиме — индивидов, идентифицирующихся вне бинарной модели и вступающих в отношения с мужчинами. Их социальная функция включает выполнение женских обязанностей, а самоопределение формулируется как «не мужчины и не женщины».
Эти роли, как правило, связаны с ритуальной практикой и духовным посредничеством, что указывает на их глубокую интеграцию в религиозные и культурные системы. Исследования показывают, что в ряде традиционных африканских обществ гендерная идентичность формировалась не исключительно на основе биологических признаков, но под влиянием культурных, религиозных и экономических факторов. Это позволяет рассматривать небинарные гендерные роли как устойчивые элементы локальных социальных структур.

### Оман и Канада
В Омане существует категория ханиты — люди, сочетающие мужские и женские черты, часто выступающие в роли исполнителей ритуальных и музыкальных практик на праздниках и церемониях. Их гендерная двойственность воспринимается как сакральная, а участие в обрядах очищения, свадьбах и других ритуалах придаёт им особый статус, который варьируется от маргинального до почитаемого в зависимости от региона.
У инуитов в Канаде известна категория сипиники — люди, совмещающие мужские и женские социальные роли, особенно в контекте шаманской практики. Сипиники могли быть шаманами, обладающими особой духовной силой, связанной с их гендерной вариативностью. В этнографических источниках отмечается, что такие шаманы проходили трансформацию пола по велению духов, меняли одежду, поведение и статус, становясь «мягкими мужчинами» или «женственными мужчинами». Их воспринимали как лиминальных существ, находящихся между мирами, что усиливало их сакральный авторитет.
Обе категории — ханиты и сипиники — демонстрируют, что в традиционных культурах гендерная идентичность может быть не только социальной, но и духовной, связанной с ритуальной функцией и восприятием сакрального.

### Таиланд
В Таиланде распространена категория катои (тайск. กะเทย, kathoey) — трансгендерные женщины или гомосексуальные мужчины с женственной манерой поведения. Катои рассматриваются как «третий пол», который не относится ни к мужчинам, ни к женщинам в традиционном понимании.
Их присутствие глубоко укоренено в тайской культуре. Катои активно участвуют в общественной жизни, особенно в сфере искусства, моды и развлечений, включая популярные шоу и конкурсы красоты.

### Филиппины
В филиппинской культуре признают гендерную идентичность ба́кла (таг. bakla), которая относится к мужчинам, принимающим женские роли в поведении и выражении себя. Эта идентичность не всегда совпадает с западным пониманием гомосексуальности или трансгендерности, а представляет собой уникальную, признанную социальную и культурную категорию. Ба́кла могут быть как гомосексуальными, так и гетеросексуальными и часто играют важную роль в сфере красоты и развлечений.

### Мадагаскар
У народа сакалава на Мадагаскаре принята традиционная концепция секрата (малаг. sekrata). Этим термином обозначают людей, которым при рождении был присвоен мужской пол, но их воспитывают как девочек, если они проявляют женственное поведение в детстве. Считается, что такое воспитание происходит по воле предков, а секрата занимают священное место в обществе, неся ответственность за сохранение древних традиций и ритуалов.

### Тайвань
В некоторых общинах коренного народа Тайваня, атаял, исторически существовала гендерная практика, когда женщины, которые проявляли больше мужественности, принимали мужские роли, такие как воины или охотницы. Этих женщин называли maga-uliy («женщины-мужчины»), и они жили отдельно от других женщин, выполняя важные социальные и ритуальные функции.

## Религиозные и философские контексты
В различных религиозных традициях представители третьего пола часто воспринимались как обладающие особой духовной силой. Их способность выходить за рамки бинарных гендерных категорий интерпретировалась как знак избранности, позволяющий им выполнять посреднические функции между миром людей и миром духов.

### Индуизм

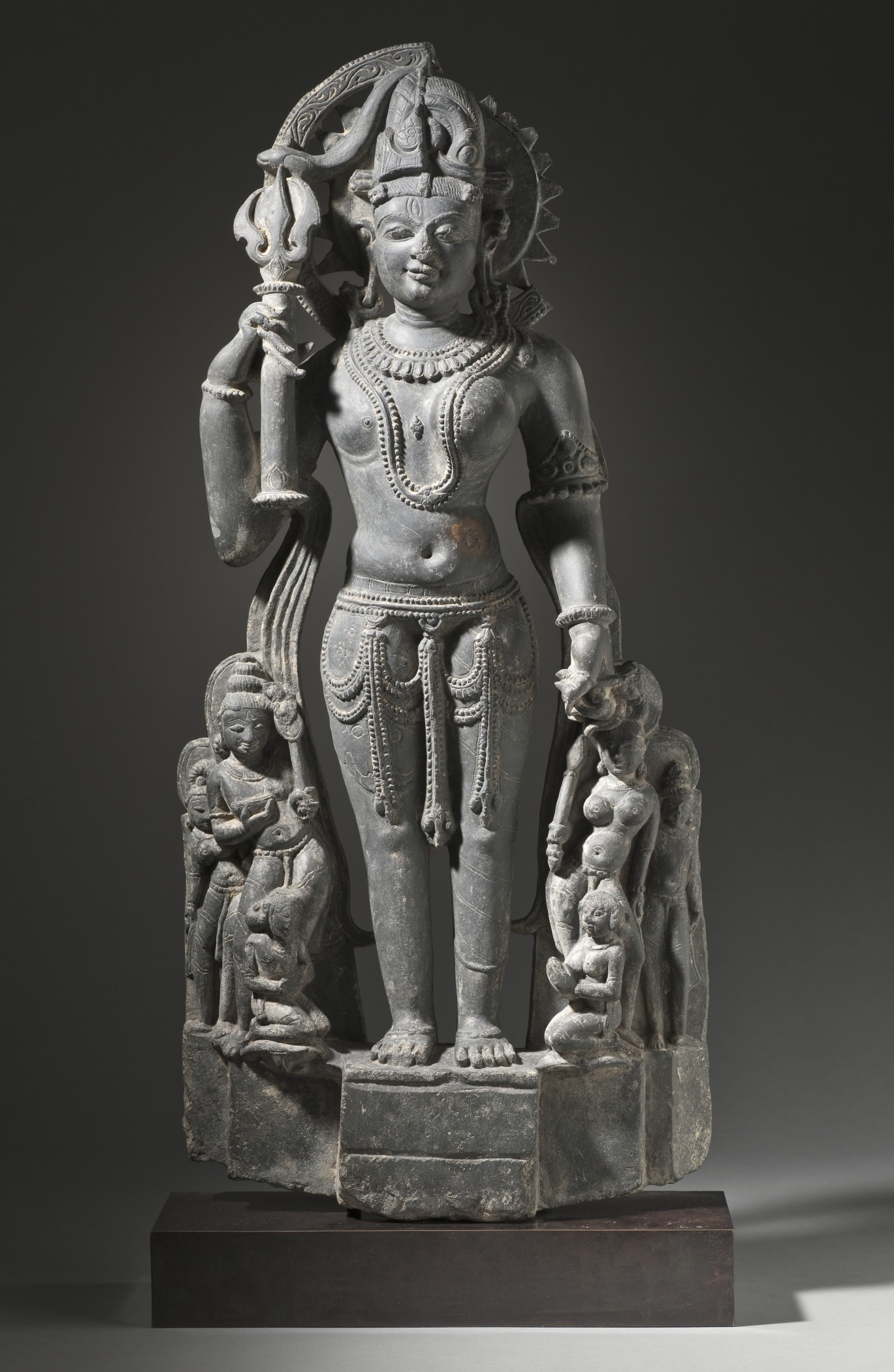
Ардханаришвара

В ведической литературе пол человека классифицируется как пумс-пракрити (мужской), стри-пракрити (женский) и тритья-пракрити (третий пол). Последняя категория охватывает трансгендерных, интерсекс- и гомосексуальных людей. Эти представления отражены как в медицинских трактатах, таких как Сушрута-самхита и Чарака-самхита, так и в мифологических текстах. В них утверждается, что пол эмбриона формируется во втором месяце беременности. В индуистской мифологии божество Ардханаришвара, объединяющее Шиву и Парвати в одном теле, символизирует единство мужского и женского начал.
Шандха (санскр. शण्ड, śaṇḍha) — это термин, встречающийся в ведических текстах и дхарма-шастрах, включая Сушрута-самхита, Чарака-самхита и Нарада-смрити. Он обозначает людей, не соответствующих бинарной половой системе, включая евнухов, интерсекс-людей, импотентов, а также мужчин, ведущих себя и выглядящих как женщины. В некоторых текстах встречается женский эквивалент — шандхи, который обозначает женщин, проявляющих мужские черты.
Сакральные гендерные роли, восходящие к ведическим представлениям о тритья-пракрити, сохраняются в современной Индии. Наиболее известны хиджра, участвующие в ритуалах благословения и поклонении богине Бахучары Маты; аравани, совершающие символический брак с богом Араваном; и джогапа, посвящённые богине Йеламме, исполняющие пророческие и музыкальные функции. Их признание как представителей «третьего пола» закреплено не только в социальной практике, но и в религиозной традиции, что подчёркивает философскую глубину отношения к гендерной инаковости в индуизме.

### Буддизм
Буддийская традиция признаёт более широкий спектр гендерных идентичностей. В Виная-питаке (часть палийского канона) выделяются четыре гендерных типа: мужской (purisa), женский (itthi), убхатобьянджанака (ubhatobyañjanaka) — человек, обладающий признаками обоих полов, и пандака (paṇḍaka) — лицо с неопределённой или нарушенной сексуальной функцией.
Понятие убхатобьянджанака использовалось для обозначения андрогинных людей, обладающих как мужскими, так и женскими физическими признаками. Пандака — более сложная категория, охватывающая людей с нарушениями сексуального поведения, импотенцией или нестабильной половой идентичностью. В некоторых текстах пандака описываются как неспособные к монашескому посвящению, что отражает ранние представления о телесной чистоте и духовной дисциплине.
В буддийской философии освобождение от страданий (нирвана) не зависит от пола, а духовный прогресс возможен вне гендерных ограничений. В Сомма-сутте (Самъютта-никая) бхикшуни Сома утверждает, что различие полов — это иллюзия, навязанная демоном Марой, и не имеет значения для достижения просветления

### Джайнизм
В джайнской традиции, как и в других индийских учениях, признается существование трёх полов — мужского, женского и третьего, обозначаемого термином napuṃsaka (санскр. «не-мужской»). По результатам исследования Леонарда Цвиллинга и Майкла Дж. Свита, представители третьего пола описываются как обладающие самым сильным сексуальным влечением.
Представители третьего пола признавались существующими от рождения, и их статус, а также возможность достижения духовного освобождения, были предметом длительных дискуссий между различными школами джайнизма. Некоторые тексты трактуют napuṃsaka как препятствие к монашеской жизни, в то время как другие допускают возможность духовного прогресса при соблюдении определённых условий.

### Шаманизм Сибири
У народов Сибири, таких как чукчи, коряки, ительмены, юкагиры, тунгусы и азиатские эскимосы, зафиксированы случаи смены гендерной роли в рамках шаманской практики. «Мягкий мужчина» и «мужеподобная женщина» воспринимались как духовно преобразованные сущности, обладающие особой силой. Такие трансформации считались формой посвящения и источником шаманской энергии.
По данным этнографов В. Г. Богораза и В. И. Иохельсона, смена гендерной роли происходила по указанию духа-покровителя и включала изменение одежды, поведения, социальных обязанностей и даже вступление в брак с представителем своего биологического пола.
У чукчей, ительменов и коряков были зафиксированы случаи людей «превращённого пола», которые выполняли шаманские функции и воспринимались как посредники между мирами. У чукчей такие личности назывались yirka-laul («мягкий мужчина») — мужчины, принявшие женскую гендерную роль по указанию духа. Процесс трансформации включал смену одежды, отказ от мужских занятий, переход к женским обязанностям и, в некоторых случаях, вступление в брак с мужчиной. Современные исследования интерпретируют эти практики как форму гендерной вариативности, встроенной в религиозную систему.

### Христианство
Христианская антропология традиционно опирается на бинарную модель пола, основанную на представлении о сотворении мужчины и женщины как дополняющих друг друга начал (Быт. 1:27). Однако в Евангелии от Матфея (19:12) упоминаются «скопцы, рожденные так», что допускает существование телесных и социальных исключений вне бинарной нормы.
В истории монашества зафиксированы случаи женщин, живших как мужчины ради духовного служения. Некоторые из них принимали мужское имя, носили мужскую одежду и входили в монастыри, где их идентичность оставалась нераскрытой.
В византийской и западноевропейской христианской традиции также встречаются примеры сакрального переодевания и отказа от половой идентичности как формы аскезы.Аскетическая и мистическая практика допускала выход за пределы телесной принадлежности ради святости, но не осмысляла это как проявление иной гендерной сущности.
Как отмечает Калмыкова Е.О., подобные практики в христианской традиции интерпретировались как форма аскезы, направленная на преодоление телесной природы, но не предполагали конструирования отдельной гендерной идентичности.
Религиозные представления о добродетели и чистоте также способствовали формированию устойчивых гендерных ролей, особенно в русской христианской культуре.

### Греко-римская античность
Хотя в античности не существовало официальной категории третьего пола, некоторые религиозные и философские представления выходили за рамки бинарного гендера.
В культуре Древнего Рима и Малой Азии особую роль играли галлы — жрецы богини Кибелы. Они подвергались самокастрации и принимали женскую одежду, участвуя в ритуалах, связанных с мистическим возрождением и плодородием. Галлы входили в специальную коллегию (collegium Gallorum) и воспринимались как «третья» социальная категория, отличная от мужчин и женщин.
В мифологии встречаются фигуры, сочетающие мужские и женские черты. Гермофродит, сын Гермеса и Афродита, представляет андрогинный образ, сочетающий мужские и женские признаки. Миф о Тиресии повествует о том, что он жил как мужчина и как женщина, что, по преданию, дало ему понимание обеих гендерных перспектив.
Философ Платон в диалоге Пир описывает миф о происхождении людей, где изначально существовали три пола — мужской, женский и андрогинный. Этот миф интерпретируется как метафизическая модель, в которой андрогин представляет собой целостность, утраченную в результате разделения. В более поздней платонической традиции идея «третьего начала» трактуется как символ единства противоположностей и потенциальной полноты человеческой природы.
Греко-римская традиция демонстрирует широкий спектр образов и концепций, отражающих представления о гендерной вариативности вне бинарной модели.

### Скифия: энареи
Геродот и Псевдо-Гиппократ рассказывают о скифских жрецах-энареях, страдавших «женской болезнью», когда мужчины становились женственными по характеру, надевали женские платья и занимались делами, традиционно ассоциируемыми с женщинами. Энареи были связаны с культом богини Афродиты — Артимпасы и считались самой необычной кастой среди скифского жречества.
Слово «энареи» специалисты по иранским языкам трактуют как производное от корня «нар» («муж»), означающее «не-муж» или «лишённый мужественности». Бессонова С. С. писала, что энареи были приближены к царскому дому, их поведение напоминало шаманские практики. Они считали себя наказанными богами и посвящали жизнь служению, обладая наследственным даром и проводя экстатические ритуалы. Анахарсис, мудрец, ставший женоподобным в Элладе, считался «Учителем женской болезни».

### Древний Египет
В египетской мифологии бог Атум воплощает творческое единство мужского и женского начал. Согласно космогоническим мифам, Атум создал первых богов посредством самовоспроизводства, что интерпретируется как проявление андрогинности и символическое присутствие третьего пола.
Бог Хепри, связанный с утренним солнцем и трансформацией, также иногда описывается как обладающий андрогинными чертами, особенно в контексте метафизических трактовок его роли в возрождении и цикличности жизни.
Некоторые интерпретации мифа о Сете и Нефтиде рассматривают их союз как пример гендерной неоднозначности, особенно в контексте рождения Анубиса, где Нефтида принимает облик Исиды. Эти мифологические мотивы могут быть прочитаны как отражение представлений о гибкости гендерных ролей в религиозной символике.

### Народ бугис

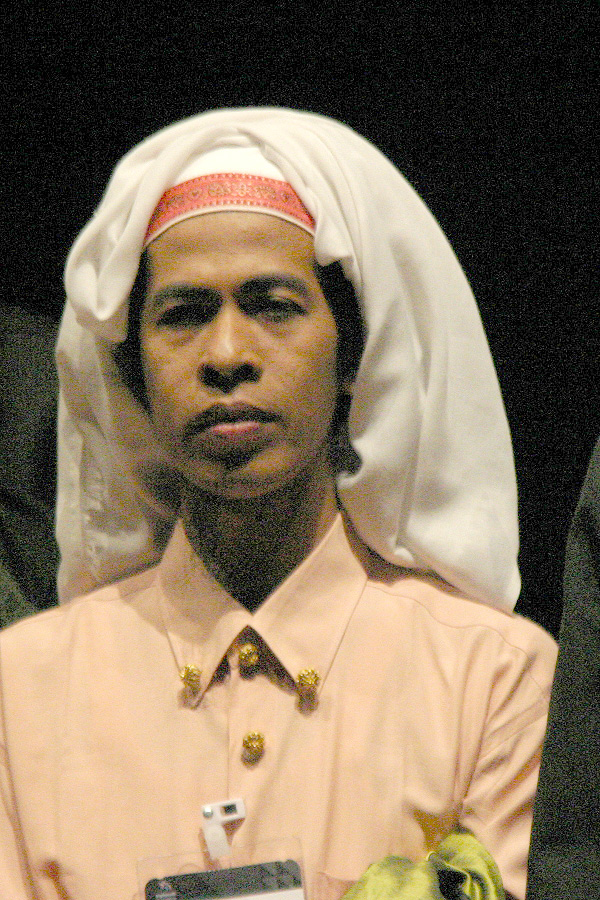
Духовный лидер биссу, известный как Puang Matoa.

В Индонезии, на острове Сулавеси, у народа бугис признаются не две, а пять гендерных категорий, которые считаются необходимыми для поддержания баланса и гармонии в обществе. Эти категории — oroané (мужчины), makkunrai (женщины), calalai (биологические женщины, берущие на себя мужские роли), calabai (биологические мужчины, берущие на себя женские роли) и биссу, которые объединяют в себе все аспекты гендера.
Биссу считаются уникальным «пятым гендером», который объединяет в себе мужское и женское начала, а иногда и выходит за их пределы. Их андрогинность воспринимается как символ внутренней гармонии и связи с божественным. Традиционные верования гласят, что биссу рождаются с особой предрасположенностью, проявляющейся в двуполых признаках или воспринимаемой как божественный зов.
Биссу играют важную роль в духовной жизни бугисов: они выступают в качестве шаманов и духовных посредников между миром людей и миром духов. В их обязанности входит проведение ритуалов и церемоний, таких как благословение урожая во время обряда Mappalili. 

## Раннее распознавание идентичности
В традиционных обществах распознавание гендерной идентичности происходило задолго до появления медицинских категорий — через наблюдение и участие в культурной жизни.
Дети, проявлявшие черты, выходящие за рамки бинарной гендерной системы, могли быть признаны как принадлежащие к третьему полу уже в раннем возрасте — по поведению, предпочтениям и роли в сообществе.
Так, у коренных народов Северной Америки ребёнка могли считать бердашем («двудушным»), если он проявлял интерес к ролям, традиционно ассоциируемым с другим полом — например, мальчик, предпочитающий заботу о младших, рукоделие или участие в женских церемониях. В некоторых племенах проводился специальный ритуал: ребёнку предлагали выбрать между луком и корзиной, помещёнными в горящий круг. Выбор предмета интерпретировался как знак будущей гендерной роли.
Сходные практики существовали в Полинезии, на Мадагаскаре, в Мексике и Индонезии. Там дети, проявлявшие гендерную нестандартность, воспитывались в соответствии с выраженной идентичностью. В самоанской культуре ребёнка, проявляющего черты, характерные для фаафафине, распознают в раннем возрасте по манере поведения и предпочтениям; его идентичность поддерживается семьёй. У народа бугис в Индонезии дети, проявлявшие андрогинность или духовную двойственность, могли быть признаны как представители пятого гендера — биссу — и проходили ритуалы посвящения.

### Альтернативные пути
Вместе с тем, в некоторых культурах гендерная идентичность не воспринималась как врождённая и распознаваемая с детства, а формировалась позднее — через духовный опыт. Примером служил институт шаманизма в традиционных сибирских обществах, где, согласно местным верованиям, призвание к шаманству могло сопровождаться так называемой «шаманской болезнью» — периодом физических и психических страданий, интерпретируемых как знак избранности. В рамках этих представлений считалось, что духи «похищают» и трансформируют душу будущего шамана, подготавливая его к новой роли. В процессе такого духовного «перерождения», по традиции, шаман мог обрести двойственную или изменённую гендерную идентичность, определяемую не биологическим полом, а сакральным статусом в сообществе.

## Искусство, литература и медиа
Тема третьего пола находит отражение в различных формах искусства, литературы и медиа. В эпосе «Махабхарата» персонаж Шикханди представлен как трансгендерный воин, играющий ключевую роль в битве на стороне Пандавов.
В русской литературе XIX века особое место занимает фигура Надежда Дурова, первой женщины-офицера, служившей в армии под мужским именем Александров. В своих мемуарах «Записки кавалерист-девицы» она писала: «Два чувства, столь противоположные — любовь к отцу и отвращение к своему полу, — волновали юную душу мою с одинаковою силою…» — тем самым выражая внутренний конфликт и стремление выйти за рамки женской социальной роли. Её биография, насыщенная военными подвигами и литературной деятельностью, стала симлом пересмотра гендерных границ в российской культуре.
Современные авторы, такие как Лесли Файнберг (роман Stone Butch Blues) и Кейт Борнштейн (мемуары Gender Outlaw), исследуют небинарные идентичности и опыт трансгендерных людей. В индийской живописи образ Ардханаришвары — божества, объединяющего мужское и женское начала — символизирует идею гендерной двойственности. В полинезийских танцах фаафафине исполняют движения, сочетающие мужскую силу и женскую грацию, демонстрируя культурное признание третьего пола.
В сериалах Pose, Sense8, Transparent и документальных фильмах, таких как Hijra: India’s Third Gender, поднимаются вопросы гендерной идентичности, социальной стигмы и борьбы за признание. Эти произведения способствуют расширению общественного дискурса о гендере и формируют новые модели репрезентации.

## Современное признание и правовой статус
В XXI веке «третий пол» начал получать юридическое признание в ряде стран. В Индии, Непале, Пакистане, Австралии, Германии, США (в ряде штатов) и других странах в официальных документах появился третий вариант — «X» или «неопределённый». Однако признание не всегда гарантирует равенство, и представители третьего пола продолжают сталкиваться с дискриминацией.

### Страны с юридическим признанием
Информация в этом разделе основана на данных Equaldex.

#### Полное юридическое признание
- Австралия: С 2013 года позволяет указывать в паспорте графу «X».
- Аргентина: С 2021 года разрешено использовать гендерный маркер «X» в национальных удостоверениях личности.
- Бангладеш: Признание третьего пола для сообщества хиджра произошло в 2013 году.
- Германия: С 2017 года можно изменить пол на «неопределённый» в свидетельстве о рождении.[106]
- Дания: Признание небинарной идентичности началось с 2014 года.
- Индия: Официально признала «третий пол» в 2014 году в решении Верховного суда, обязав правительство предоставлять льготы в сфере образования и трудоустройства.[107][108]
- Исландия: С 2019 года предоставляет гражданам право на юридическое признание гендерной идентичности «X».
- Канада: С 2017 года разрешила использование гендерного маркера «X» в паспортах.
- Колумбия: Легальная смена гендерного маркера на основе самоопределения разрешена с 2015 года.
- Коста-Рика: Признание небинарного гендера началось с 2022 года.
- Мальта: С 2017 года позволяет менять гендерный маркер в документах на основе самоопределения.
- Мексика: С 2025 года признание небинарного пола стало доступно на федеральном уровне, после пилотных программ в Мехико с 2022 года.[109]
- Непал: Гражданам разрешено указывать «третий» пол в паспортах и других документах с 2013 года.[106]
- Нидерланды: С 2018 года суд признал возможность регистрации «неопределённого» пола, законодательные изменения продолжаются.[110]
- Новая Зеландия: С 2012 года позволяет указывать в официальных документах третий пол, с последующим расширением законодательства.
- Пакистан: Верховный суд признал «третий пол» в 2009 году, предоставив сообществу хиджра (Khawaja Sira) право на отдельную гендерную категорию в официальных документах.[108]
- Пуэрто-Рико: С 2025 года разрешено использование маркера «X» в удостоверениях личности и паспортах.[111]
- США: С 2021 года федеральное правительство США выдает паспорта с маркером «X», а в ряде штатов действуют более широкие законы.
- Чили: Признание небинарного гендера началось с 2022 года.

#### Частичное юридическое признание
(в основном для интерсекс-людей)
- Австрия
- Бразилия
- Кения
- Маврикий
- Марокко

#### Культурное признание
- Индонезия: У народа бугис в Южном Сулавеси исторически признаются пять гендеров, включая небинарные категории calabai, calalai и bissu. Хотя это не закреплено юридически, признание имеет глубокие культурные корни.[112]

В России «третий пол» юридически не признаётся. Более того, в июле 2023 года был принят закон, полностью запрещающий медицинские трансгендерные переходы, включая гормональную терапию и хирургические операции. Он также запретил трансгендерным людям менять гендерный маркер в официальных документах, включая свидетельства о рождении и паспорта. Таким образом, юридические возможности для изменения пола были полностью отменены.

## Третий пол и сексуальная ориентация
Понятия гендерная идентичность и сексуальная ориентация являются различными, хотя и взаимосвязанными. Гендерная идентичность — это внутреннее ощущение себя как мужчины, женщины, обоих или ни одного из них. Она может не совпадать с биологическим полом, присвоенным при рождении. Сексуальная ориентация, в свою очередь, описывает эмоциональное, романтическое или сексуальное влечение к другим людям.
Представитель третьего пола может иметь любую сексуальную ориентацию — быть гетеросексуальным, гомосексуальным, бисексуальным, асексуальным или идентифицироваться иначе. Современные философские исследования подчёркивают, что сексуальная ориентация и гендерная идентичность — это независимые, но пересекающиеся аспекты личности, формируемые как биологическими, так и социокультурными факторами.
В традиционных обществах, где существовал «третий пол», его представители часто определялись не по сексуальному влечению, а по гендерной роли и духовному статусу. Европейские исследователи изначально ошибочно классифицировали таких людей как гомосексуалов, тогда как в культуре, например, коренных народов Северной Америки, их идентичность была связана с выполнением особой социальной функции. Сексуальные отношения с людьми своего биологического пола были обычным следствием их гендерной роли, а не её причиной. Например, человек, выполнявший женскую работу, мог состоять в паре с мужчиной-охотником, и такая пара считалась полноценной, так как их роли дополняли друг друга. Антропологи подчёркивают, что гомосексуальность как отдельная категория в современном её понимании в таких культурах, как правило, отсутствовала.

## Критика
Использование термина «третий пол» в качестве универсальной категории подвергается критике со стороны ряда исследователей. Основные аргументы сводятся к следующему:
- Этноцентризм и универсализм. Некоторые антропологи указывают, что попытки объединить под единым термином «третий пол» культурно-специфические идентичности (например, хиджра, фаафафине, бердаши) приводят к редукционизму и навязыванию западной модели гендера незападным культурам. Данный подход искажает уникальные социальные, ритуальные и духовные роли, которые эти идентичности играют в своих обществах[117]. Эту критику поддерживают исследователи Эван Б. Тоул и Линн М. Морган, утверждающие, что использование термина «третий пол» как универсальной категории упрощает уникальные гендерные системы и может неточно описывать опыт людей. Вместо этого они предлагают использовать местные, культурно-специфичные термины и подходы, которые более точно отражают уникальные социальные, духовные и исторические контексты каждой группы.[118]

- Исторический и колониальный контекст. Ряд исследователей подчёркивает, что негативное отношение к гендерно-неконформным людям в некоторых культурах, например к хиджра в Южной Азии, было усилено в период британского колониального правления. Западные нормы и законы криминализировали эти идентичности, что привело к их социальной стигматизации[119].

- Недостаточность термина. Некоторые современные философы и активисты считают, что термин «третий пол» сам по себе ограничен. Создавая расширенную бинарность (мужчина/женщина/третий), он не способен охватить всё многообразие современных небинарных идентичностей, которые выходят за его рамки[120].
- Философский подход: Философы и теоретики, такие как Джудит Батлер, критикуют саму идею ограниченных гендерных категорий, включая «третий пол». Батлер утверждает, что гендер является социальным конструктом, который воспроизводится через повседневные действия[121]. Эта точка зрения предлагает более гибкое понимание гендера как спектра или перформативного действия, выходящего за рамки любой классификации. Идеи Мишеля Фуко также сыграли ключевую роль, показав, как власть и дискурс формируют наши представления о поле и сексуальности, создавая нормы и исключения[122].